# Ooctonus aphrophorae
Ooctonus aphrophorae är en stekelart som beskrevs av Milliron 1947. Ooctonus aphrophorae ingår i släktet Ooctonus och familjen dvärgsteklar. Inga underarter finns listade i Catalogue of Life.